# Diarchia
Per diarchia (dal greco dìn doppio, arché comando) si intende uno stato il cui sistema governativo prevede che la carica di capo di stato sia investita da due persone allo stesso tempo, che in vari casi esercitano un potere di base uguale tra di loro, sebbene uno dei due individui possa ottenere un potere maggiore a causa della sua personalità, influenza e/o risorse.
L'origine della diarchia a Sparta potrebbe discendere da una primitiva triarchia costituita dai re delle tre tribù doriche degli Illei, Dimani e Panfili della quale nel tempo uno dei membri avrebbe perduto potere.

## Diarchia nella storia

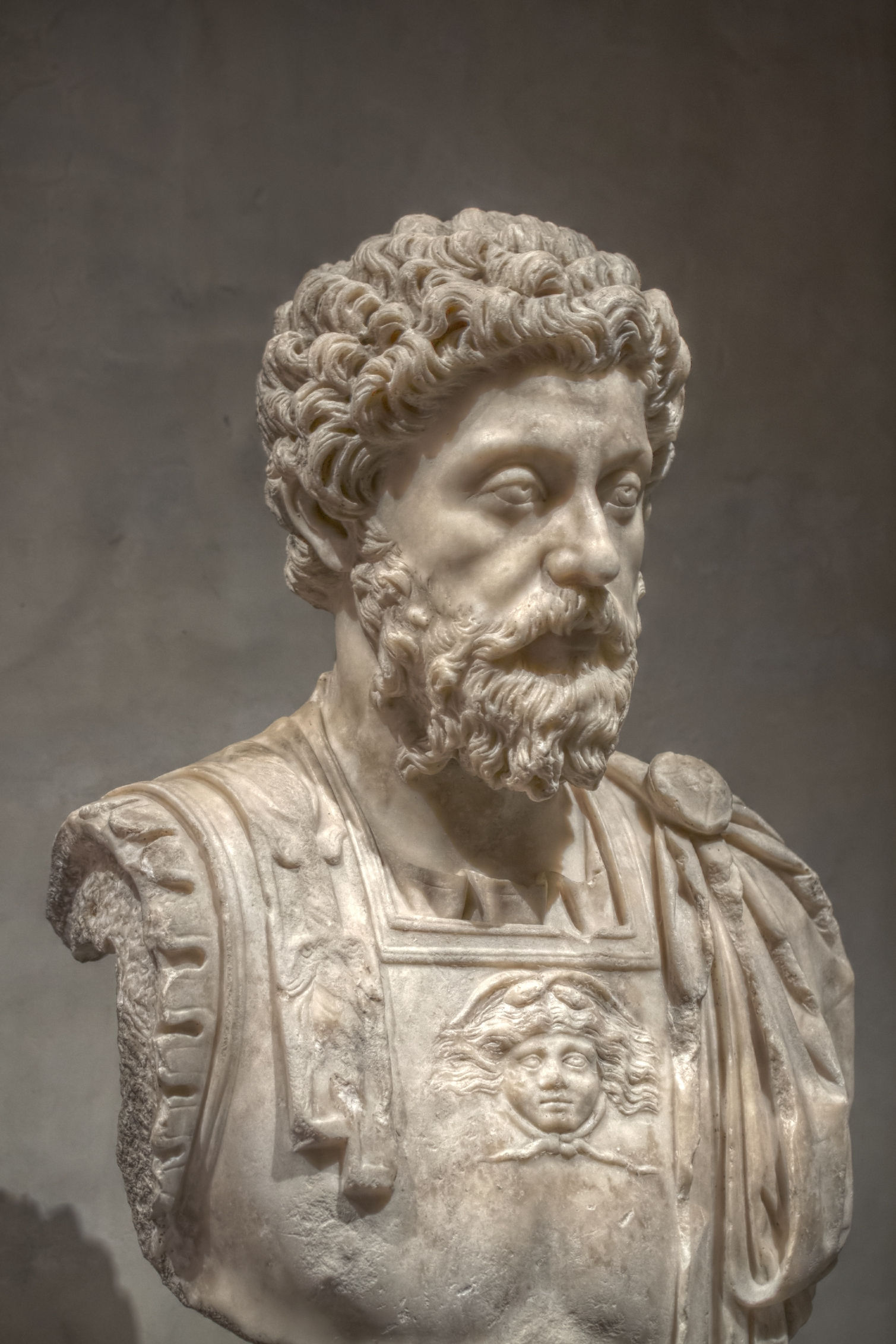
Busto di Marco Aurelio

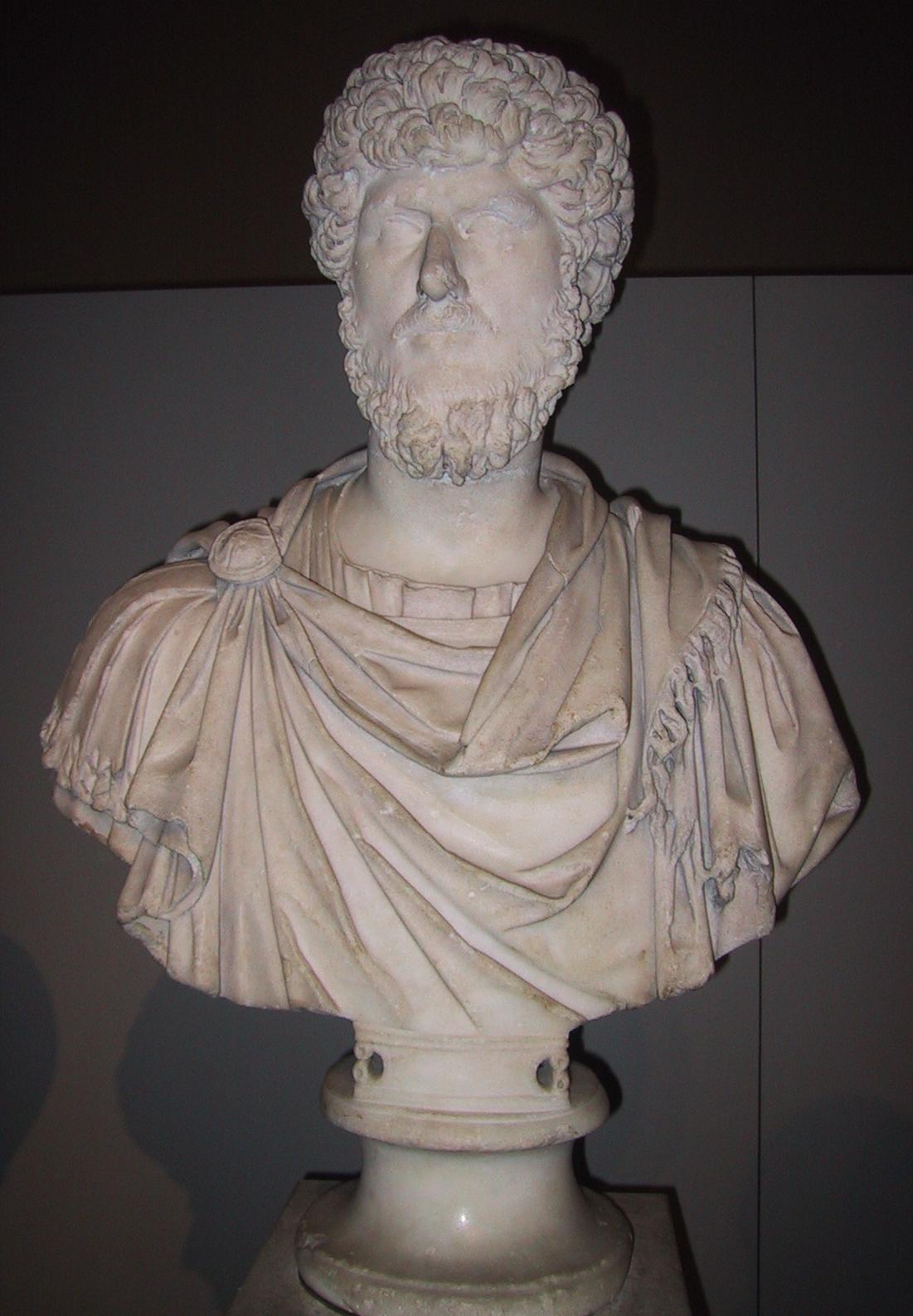
Busto di Lucio Vero

Esempi di diarchia sono ritrovabili in tutto l'arco della storia, dall'Antico Egitto in poi, però non sempre con esiti positivi per le popolazioni soggette a questa forma di governo. I diarchi infatti, essendo in genere espressione di fazioni o famiglie potenti, cercano di prevalere l'uno sull'altro con la concreta possibilità di generare una guerra civile.
A Sparta si ha un esempio di diarchia quando regnarono insieme Agiadi ed Euripontidi: il governo dei due re di Sparta si mantenne anche in epoca storica, anche se in maniera più simbolica che reale. Nell'antica Roma, la prima diarchia citata dagli storici si vede già nei primi anni dalle fondazione della città. La diarchia Romolo - Tito Tazio, instaurata dopo la guerra di Roma con i Sabini che seguì il famoso "ratto", si protrasse per alcuni anni, fino a quando Tazio venne ucciso da una famiglia nemica e Romolo non intervenne né in sua difesa né per vendicare il collega.
Con l'instaurazione della Repubblica romana, il potere venne affidato a due consoli che si alternavano alla guida del governo e dell'esercito.
Pur teorizzando la parità di dignità e di diritti non sempre il potere diarchico veniva gestito alle condizioni previste. Famoso caso di prevalenza di un diarca sull'altro è quello di Giulio Cesare il cui "carisma" nel 59 a.C. fu eccessivo per il collega Marco Calpurnio Bibulo che non riuscì a sostenere la lotta, ritirandosi in casa. Si parlò allora, ironicamente, del consolato di Giulio e Cesare.
Formalmente, almeno fino alla riforma tetrarchica di Diocleziano (sebbene già con Settimio Severo ciò andò declinando), l'impero romano fu una diarchia tra Principe-imperatore (solitamente sostenuto da esercito, popolo e guardia pretoriana) e Senato, espressione dell'aristocrazia e dei cittadini ricchi. A volte governarono in sostanziale equivalenza sebbene il potere militare fosse nelle mani del principe (es. Augusto, Traiano), altre volte l'imperatore fu diretta espressione del potere senatoriale (Nerva), altre volte gli imperatori più filo-popolari o autocratici entrarono in aperto conflitto coi senatori accentrando su di sé il potere, cosa che spesso ne determinò la fine (Caligola, Nerone, Domiziano, Commodo).
Il governo diarchico fu presente anche nel periodo imperiale con le figure di Marco Aurelio e Lucio Vero. Era stato però Augusto (che aveva governato in un triumvirato per un certo periodo), il primo imperatore, che aveva proposto una diarchia che avrebbe dovuto succedergli: Gaio Cesare e Lucio Cesare, suoi nipoti, ma dopo la loro prematura morte ripiegò sull'altro nipote Agrippa Postumo e sul figliastro Tiberio; Agrippa venne poi diseredato ed esiliato, mentre Tiberio ascese al principato come unico imperatore. Tiberio riprese però l'idea nominando i nipoti Tiberio Gemello e Gaio Cesare Caligola, ma fu quest'ultimo che prese il potere. Claudio aveva invece designato co-eredi il figlio Britannico e il figliastro, e nipote, Nerone, che, complice la madre Agrippina minore, si appropriò invece del potere, dopo l'avvelenamento di Claudio, prima cambiando il testamento, e poi avvelenando il già malato Britannico. Alcuni imperatori associarono i loro figli o fratelli al governo (Marco Aurelio associò Commodo, Vespasiano e Tito, Tito e Domiziano), mantenendo però una preminenza data la maggiore autorità. Marco Aurelio e Lucio Vero erano invece uguali, anche se il primo era considerato più potente dal senato. Diarchie successive, di breve durata, con governanti di pari livello, furono quelle di Caracalla e Geta, fino all'assassinio di quest'ultimo, Alessandro Severo e sua madre Giulia Mamea, Gordiano I e suo figlio Gordiano II, e quella di Pupieno e Balbino.
Questo tipo di governo è da non confondere con la divisione dei poteri imperiali escogitata da Diocleziano (addirittura Tetrarchia = quattro comandi) quando la gestione del troppo vasto Impero romano fu divisa fra Impero Romano d'Oriente e Impero Romano d'Occidente e ogni impero vedeva la presenza di un "Augusto" e un "Cesare". In questo caso la gestione del potere supremo all'interno di ciascuno dei due imperi non era condivisa, anche se gli Augusti erano più importanti dei Cesari, formalmente solo associati al governo e loro eredi. La tetrarchia di Diocleziano (originata dalla diarchia tra Diocleziano e Massimiano, quando il primo decise di associare il secondo al comando) collassò in breve tempo dando vita a nuove diarchie (es. Costantino e Licinio), monarchie (dinastia costantiniana e Teodosio I) e infine alla divisione definitiva dell'impero nel 395.
Nel basso impero bizantino si verificarono alcuni casi di associazione alla massima carica come Costantino VII Porfirogenito e Romano I Lecapeno anche se probabilmente si trattava di un modo di aggirare le leggi dinastiche senza provocare la morte dello spodestato. La diarchia tra Giustiniano I e Teodora fu un governo di fatto, tuttavia formalmente era il solo imperatore a regnare, e la moglie era solo augusta consorte.
Altre diarchie istituzionalizzate sono i "Consoli" e i "Capitani del popolo" della medievale Repubblica di Genova e, anche ai giorni nostri, i Capitani Reggenti della Serenissima Repubblica di San Marino e, per motivi storici risalenti ad una concessione di Carlo Magno, i Coprincipi del Principato di Andorra, o in casi sporadici, come quelli di alcuni monarchi spagnoli o svedesi, o il regno congiunto in Inghilterra di Guglielmo III e di sua moglie Maria II, monarca effettiva e non solo "regina consorte".

## Formazione
In genere le diarchie si formano quando nessun potere riesce a prevalere su un altro e i due più forti contendenti si accordano per la sua gestione. Ad esempio si può osservare la diarchia Imperatore-Chiesa in quasi tutta la storia dell'Impero di Bisanzio. Il potere di interdizione del Patriarca della chiesa bizantina nei confronti degli imperatori, in genere piuttosto deboli sul piano politico, fermò qualunque tentativo imperiale di trovare alleanze a aiuti in Occidente -contro gli Arabi prima e contro i Turchi Selgiuchidi poi- in cambio della riunificazione della Chiesa ortodossa con la Chiesa cattolica. Riunificazione che sarebbe andata a scapito del Patriarcato di Costantinopoli.
Nel medioevo europeo si può osservare un tentativo diarchizzante nella Lotta per le investiture. Anche in questo caso per lungo tempo il potere è stato gestito da due centri: l'imperatore del Sacro Romano Impero e il Papato, fino alla definizione del principio cuius regio eius religio che riuscì (per qualche tempo) a decidere quale dei diarchi dovesse prevalere e su quali basi teoretiche e politiche.

## Diarchie recenti
Spesso le repubbliche presidenziali con presenza di primo ministro, o semi-presidenziali, presentano una diarchia tra Presidente e Primo ministro: oltre ad esistere un parlamento e la divisione dei poteri, il potere esecutivo viene però diviso equamente tra le due figure, come accadde nella Quinta repubblica francese. 
Anche nella repubblica presidenziale semplice, il potere del presidente è bilanciato da quello del Congresso o Parlamento.
Molte monarchie costituzionali, in cui il re detiene ancora un potere effettivo (a differenza delle monarchie parlamentari in cui è un'autorità puramente cerimoniale), sono diarchie in cui il governo è spartito tra il re e i suoi ministri da una parte, e il Parlamento dall'altra.
Il termine diarchia è stato usato anche a proposito del regime fascista instauratosi in Italia nella prima metà del XX secolo, con l'acquisizione da parte del dittatore Benito Mussolini di poteri più vasti rispetto a quelli concessi dalla sua carica e di alcune caratteristiche spettanti di diritto al Re in forza dello Statuto Albertino, che effettivamente equiparavano l'autorità di Mussolini a quella del re Vittorio Emanuele III di Savoia. Dal 1922 al 1943 coesistettero nel regime due guide, il re Vittorio Emanuele III, e il duce stesso, anche se la politica era, di fatto, diretta da quest'ultimo.
Attualmente esistono tre diarchie sancite costituzionalmente: Andorra, monarchia i cui regnanti sono il presidente della Repubblica francese e il vescovo di Urgell in Spagna; San Marino, repubblica guidata da due Capitani reggenti, una versione moderna degli antichi consoli; e Nicaragua, repubblica guidata dai copresidenti Daniel Ortega e Rosario Murillo.
Dal 1º gennaio 1962 al 5 aprile 1963 è stato una diarchia anche lo Stato delle Samoa. In realtà esiste anche una reggenza monarchica caratterizzata da diarchia, ed è quella presente in eSwatini.

## Altri usi contemporanei del termine
Nell'Associazione Guide e Scouts Cattolici Italiani (AGESCI), nata nel 1974 dalla fusione di due organizzazioni (l'Associazione Scouts Cattolici Italiani (ASCI), maschile, e l'Associazione Guide Italiane (AGI), femminile, ogni ruolo, a qualsiasi livello, è affidato congiuntamente a due persone di sesso differente (vedi Patto Associativo).